# Associazione Calcio ChievoVerona
L'Associazione Calcio ChievoVerona, meglio nota come ChievoVerona o più semplicemente Chievo, è una società calcistica italiana della città di Verona, rappresentante la frazione di Chievo. Milita in Serie D, la quarta divisione del campionato italiano.
Fondato nel 1929 e ricostituitosi una prima volta nel 1948, il Chievo costituisce un unicum nel panorama calcistico italiano, essendo l'unico club proveniente dalle categorie regionali minori ad avere scalato l'intera piramide calcistica nazionale, fino a raggiungere dapprima la Serie A e successivamente le coppe europee.
Ha partecipato a 32 campionati nazionali, di cui 5 in Serie C1, 10 in Serie B e 17 in Serie A, di cui undici consecutivi, vincendo un campionato di Serie B nella stagione 2007-2008. In ambito europeo i migliori risultati ottenuti sono state le partecipazioni, nelle stagioni 2002-2003 e 2006-2007, prima alla Coppa UEFA e poi anche alla UEFA Champions League.
Scomparso dal professionismo nel 2021, per il triennio seguente è rimasto attivo a livello giovanile. Nel frattempo, sempre nel 2021 era sorta la Football Club Clivense, sodalizio che nel 2024 ha acquisito il marchio della storica società, riprendendone la tradizione sportiva.

## Storia

### I primi decenni

Una formazione del Cardi Chievo nella stagione 1965-1966

L'Opera Nazionale Dopolavoro Chievo nasce il 6 settembre 1929 su iniziativa di un gruppo di appassionati di calcio del borgo di Chievo, situato alle porte di Verona, con i colori sociali blu e bianco, alternati su una maglia a quadri, e con pantaloncini bianchi. Inizialmente la società non viene affiliata alla FIGC, limitandosi a disputare gare a carattere amichevole. Dal 1931 il blu delle divise diventa celeste, tant'è che, per molti anni, i giocatori di Chievo assumeranno l'appellativo di "biancocelesti". L'attività dell'O.N.D. Chievo termina nel 1936, in seguito a problemi finanziari.
Al termine della seconda guerra mondiale, nel 1948, la società viene rifondata come A.C. Chievo e si iscrive alla Seconda Divisione. Al termine della stagione 1950-1951, la squadra vince il campionato regionale di Seconda Divisione, ottenendo la promozione in Prima Divisione veneta. Nell'aprile 1952 fa il suo debutto in squadra Bruno Vantini, giocatore che manterrà la casacca clivense fino al 1971, e che detiene il primato di reti con la maglia del club. Nel 1957 la squadra cambia impianto in cui disputare le gare, spostandosi al campo parrocchiale "Carlantonio Bottagisio", dove giocherà le partite interne fino al 1986. Nel 1959, grazie alla ristrutturazione dei campionati nazionali, il Chievo viene ammesso in Seconda Categoria; sempre in quell'anno la squadra cambia denominazione societaria in Cardi Chievo, dal nome del nuovo sponsor, e ottiene rapidamente la promozione in Prima Categoria. La squadra resta nella medesima serie fino al 1963, quando subisce la prima retrocessione della sua storia.
Nel 1964 Luigi Campedelli, uomo d'affari e proprietario della Paluani, diviene presidente del Chievo; tuttavia, nel corso degli anni successivi, egli cederà la carica presidenziale, pur rimanendo patron della società, fino al 1990 quando vi tornerà a pieno titolo. Il Chievo inizia così la lunga scalata tra i livelli del calcio italiano fino a raggiungere la Serie A nel 2001 e la UEFA Champions League nel 2007.

Una formazione dell'A.C. Chievo nella stagione 1980-1981

Nella seconda metà degli anni 1960 la squadra vince per tre volte il campionato di Seconda Divisione (1965, 1968 e 1969), rinunciando alla Prima Categoria all'inizio della stagione 1968-1969 per problemi economici, e reiscrivendosi nell'annata successiva. Dopo aver giocato in Promozione tra il 1971 e il 1975 e in Serie D per il lustro successivo, dalla stagione 1981-1982 l'A.C. Chievo prende la denominazione Paluani Chievo, dal nome dello sponsor Paluani. Nel campionato di D del 1986, il Chievo si gioca la vittoria del torneo con il Bassano: lo spareggio promozione a Brescia vede prevalere la squadra vicentina. Tuttavia, il 13 giugno 1986, una sentenza condanna il Bassano per illecito sportivo e il Chievo ottiene la promozione in Serie C2. Per la prima stagione in un campionato professionistico la squadra torna a chiamarsi A.C. Chievo, e passa a disputare le gare interne allo stadio Marcantonio Bentegodi di Verona. Segue la promozione in Serie C1 nel 1989.
Nel 1990 Luigi Campedelli torna presidente della società, e per identificare maggiormente la formazione con la città, decide di mutare la denominazione in A.C. ChievoVerona. Il 15 settembre 1992 il presidente Luigi Campedelli muore improvvisamente per un attacco cardiaco, e a succedergli nella guida della società è il figlio Luca, che decide di farsi affiancare, con il ruolo di direttore sportivo, dall'ex calciatore clivense Giovanni Sartori. Nella stagione 1993-1994, con Alberto Malesani in panchina, il Chievo chiude il girone di Serie C1 al primo posto guadagnando la promozione in Serie B. Nel torneo cadetto il club disputa per la prima volta nella storia il derby con il Verona.

### Gli anni in Serie A
Nell'estate del 2000 la guida tecnica passa a Luigi Delneri, il cui arrivo aprirà un ciclo di quattro anni in cui il friulano porterà la squadra dalla serie cadetta alla qualificazione in Coppa UEFA. Nel 2000-2001 la squadra chiude, infatti, al terzo posto in classifica e viene promossa per la prima volta in Serie A.

Una formazione del Chievo nella stagione 2001-2002, neopromosso e quinto classificato in Serie A, che ottenne la sua prima qualificazione alle coppe europee.

Il rendimento sorprendente durante la prima stagione in massima serie porta la squadra di Delneri al centro di una grande attenzione mediatica, inducendo la stampa a parlare di miracolo Chievo. Il quinto posto nel campionato di Serie A 2001-2002 vale l'accesso alla successiva Coppa UEFA, dove tuttavia il Chievo esce al primo turno. Nel campionato 2005-2006 la dirigenza decide di affidare la squadra a Giuseppe Pillon, che ottiene il settimo posto in campionato: nonostante ciò, dopo i fatti di Calciopoli e il conseguente sconvolgimento della classifica, il Chievo scala alcune posizioni ritrovandosi al quarto posto, che consente alla formazione gialloblù di disputare il terzo turno preliminare della UEFA Champions League 2006-2007, dalla quale però viene subito eliminata. I clivensi vengono dunque ammessi in Coppa UEFA, dove escono al primo turno. Le eliminazioni e soprattutto l'avvio negativo nel campionato 2006-2007 convincono i dirigenti clivensi a sostituire Pillon con il rientrante Delneri, l'artefice del Miracolo Chievo. Il tentativo di risollevare le sorti della squadra è, però, vano, e il Chievo chiude in diciottesima posizione, retrocedendo in Serie B. Tornata in Serie A sotto la guida di Giuseppe Iachini nel 2008, con il bomber e bandiera gialloblù Sergio Pellissier ai primi posti della classifica dei marcatori, negli anni seguenti il Chievo ottiene vari piazzamenti di medio-bassa classifica sotto la guida di Domenico Di Carlo, Stefano Pioli, Eugenio Corini e Rolando Maran, arrivando nel 2010-2011, durante la gestione di Pioli, a occupare solitario la testa della classifica a pieni punti dopo le prime due giornate. Il 30 gennaio 2011, battendo per 3-0 il Brescia, i clivensi festeggiano la 100ª vittoria in Serie A.
Il 6 gennaio 2016 il Chievo disputa contro la Roma la sua partita numero 500 in Serie A, terminata poi 3-3. L'annata 2018-2019 (partita con una penalizzazione di tre punti in classifica), la diciassettesima in Serie A dei clivensi, si chiude con l'ultimo posto in classifica e la retrocessione in Serie B con cinque giornate d'anticipo, dopo undici stagioni consecutive nella massima serie. L'anno dopo la squadra, piazzatasi sesta in serie cadetta, viene eliminata nelle semifinali dei play-off. Anche nel 2020-2021 i clivensi, ottavi al termine della stagione regolare di Serie B, si fermano ai play-off, stavolta al turno preliminare, dopo i tempi supplementari. In entrambe le occasioni, la squadra che ha eliminato i veneti accederà alla Serie A.

### Declino e rinascita
Nell'agosto 2021 il Chievo viene escluso dai campionati professionistici per inadempienze tributarie; i ricorsi presentati d'urgenza vengono rigettati, sicché dalla stagione 2021-2022 il club partecipa esclusivamente ai campionati giovanili territoriali. Fin da subito il patron Campedelli nega ogni addebito e disconosce le decisioni avverse, professandosi «vittima di una vera e propria discriminazione» rispetto a club più blasonati; viene quindi intrapresa una battaglia giuridica contro i vertici del calcio italiano e contro altri soggetti accusati a vario titolo di averlo danneggiato, che negli anni successivi si risolve tuttavia in soli giudizi sfavorevoli alle sue istanze.
Parallelamente alla battaglia legale, nel giugno 2022 Campedelli tenta altresì una fusione con il Sona, club militante in Serie D, al fine di riportare il nome "Chievo" nei campionati federali. Nel mentre, tuttavia, il tribunale di Verona dichiara il fallimento della società, pur disponendone la prosecuzione dell'attività grazie all'esercizio provvisorio per permettere la conservazione del titolo sportivo; ad agosto la curatela fallimentare blocca la fusione Chievo-Sona, rivendicando per sé l'esclusivo diritto a disporre dei beni sociali clivensi. Simile sorte ha un ulteriore tentativo d'analoga natura condotto nel giugno 2023, ancora da Campedelli, col Vigasio.
In precedenza, nel 2021, Campedelli aveva impedito a Sergio Pellissier di utilizzare il nome "Chievo" per rifondare un club con cui provare a proseguire de facto la tradizione calcistica dei "Mussi", ripartendo dalla Terza Categoria: l'ex bandiera gialloblù aveva quindi chiamato Football Club Clivense la sua società.
Sono poi proprio la Clivense e il Vigasio a contendersi il marchio del Chievo all'asta bandita dai curatori fallimentari: dopo due incanti andati deserti nell'estate 2023, nel maggio 2024, alla terza tornata, viene accettata l'offerta di 330.000 euro della società di Pellissier. Il mese seguente la Clivense cambia denominazione in A.C. ChievoVerona, sicché dalla stagione 2024-2025 il club riprende de iure la tradizione sportiva originale, ripartendo dal campionato di Serie D. Il 14 aprile 2025, con l'ingresso nell'organigramma societario di Pietro Laterza e Luigi Tavernise, rispettivamente in veste di presidente e vicepresidente, Pellissier rimane in società con il ruolo di presidente onorario.

## Colori e simboli

### Colori
Nella storia della società clivense, due sono state le colorazioni principali della maglia: il biancazzurro/biancoblù utilizzato fino al 1956, e nella stagione 2024-2025 post rifondazione, e il gialloblù utilizzato dalla seconda metà degli anni 50 fino al fallimento del 2021, e di nuovo dalla stagione 2025-2026. La divisa degli esordi nel 1929 era a quarti biancoblù, mentre presto si virò sul biancazzurro dapprima partito e poi a tinta unita (maglia azzurra e pantaloncini bianchi). In questi decenni, l'unica eccezione fu rappresentata dalla stagione 1948-49 quando i dirigenti, a causa delle ristrettezze economiche della squadra appena rifondata, acquistarono maglie palate rossoblù.
Al termine del campionato 1955-56, la dirigenza clivense decise di abbandonare il biancazzurro in favore del gialloblù, i colori della città di Verona e già usati dall'altra squadra cittadina, l'allora più noto Hellas. Sino ai primi anni 1990 il Chievo sfoggiò spesso delle divise molto simili a quelle dei concittadini scaligeri, blu con dettagli gialli, e passando contestualmente e gradualmente dai pantaloncini bianchi alla tinta unita; seppur non mancarono sporadiche sperimentazioni come i pantaloncini neri degli anni 1970, o la maglia palata giallonera della stagione 1980-81. Dagli anni 1990 in poi, con la definitiva stabilizzazione dei clivensi nel calcio professionistico, si procedette a un'inversione cromatica con divise gialle bordate di blu: dalla stagione 2002-03 fino al fallimento del 2021, la maglia casalinga prevedeva busto giallo e maniche blu, eccezion fatta nel biennio 2017-19, con ritorno delle maniche gialle e risvolti blu.
Tra il 2021 e il 2024 la FC Clivense, società fondata da Sergio Pellissier con l'intento di dare un seguito alla tradizione calcistica a Chievo, assunse i colori originari biancoblù della storica compagine; quindi dalla stagione 2024-2025, con la rifondazione del Chievo sotto l'egida della Clivense, la squadra confermò inizialmente il bianco e il blu come tinte sociali, per poi ritornare ai colori gialloblù dalla stagione 2025-2026.
Per quanto concerne le divise di cortesia, dal cambio cromatico del 1955 al fallimento del 2021 si è optato solitamente per il giallo e il blu, ma a tinte inverse rispetto alla prima maglia; tuttavia, soprattutto con l'entrata nel XXI secolo, non sono mancati rimandi al passato del club, rispolverandosi per le seconde e terze divise del Chievo il biancazzurro e il biancoblù degli albori (colori rimasti sempre molto amati dalla tifoseria); inoltre, data la passione dell'allora presidente clivense Luca Campedelli per le uniformi sportive, in alcune stagioni d'inizio XXI secolo la squadra omaggiò in trasferta famose tinte di altre società calcistiche e non.
Di seguito i modelli principali delle divise del Chievo dal 1929:
| 1929-30 | 1931-32 | 1948-49 | 1959-60 | 1961-62 | 1967-68 |

| 1980-81 | 1994-95 | 2001-02 | 2013-14 | 2024-25 |

#### Anni e denominazioni
| Anni      | Colori | Denominazione                      |
| --------- | ------ | ---------------------------------- |
| 1929-1936 |        | Opera Nazionale Dopolavoro Chievo  |
| 1948-1959 |        | Associazione Calcio Chievo         |
| 1959-1975 |        | Associazione Calcio Cardi Chievo   |
| 1975-1981 |        | Associazione Calcio Chievo         |
| 1981-1986 |        | Associazione Calcio Paluani Chievo |
| 1986-1990 |        | Associazione Calcio Chievo         |
| 1990-2021 |        | Associazione Calcio ChievoVerona   |
| 2024-2025 |        | Associazione Calcio ChievoVerona   |
| 2025-     |        | Associazione Calcio ChievoVerona   |

### Simboli ufficiali

#### Stemma
Lo stemma del club è, dal 1998, uno scudo svizzero giallo bordato di blu, riportante al centro l'effigie della statua equestre di Cangrande I della Scala (posta sulla cuspide della sua sepoltura presso le arche scaligere), sormontata dalla denominazione societaria, scritta in caratteri Fraktur azzurri; nella parte inferiore dello scudo è impresso l'anno di fondazione.
L'effigie del condottiero scaligero costituisce, insieme alla diga, il simbolo più longevo e rappresentativo del club clivense; a esso si affiancava, fino al 2021, lo stemma dei Della Scala, la cui adozione e apposizione sulle casacche all'inizio del III millennio causò la contestazione da parte dei sostenitori del Verona, i quali accusarono il Chievo di aver plagiato un emblema associato fin dal 1971 al principale club cittadino e ai suoi supporter. Tali accuse furono respinte dal presidente clivense Luca Campedelli, il quale affermò che il simbolo rappresentava l'intera città di Verona (non potendo dunque essere rivendicato in esclusiva da una sola società) in quanto effigie di una delle famiglie più rappresentative della sua storia; al contempo sottolineò come già negli anni 1930 il Chievo avesse utilizzato tale elemento araldico sulle proprie casacche.
Il Chievo ha altresì adottato una variante di detto stemma nella quale la Scala è affiancata da due mastini rampanti; tale emblema è stato impiegato anche per la commercializzazione delle attività del centro sportivo Bottagisio.
Di seguito l'elenco degli stemmi societari del Chievo dalla fondazione a oggi:

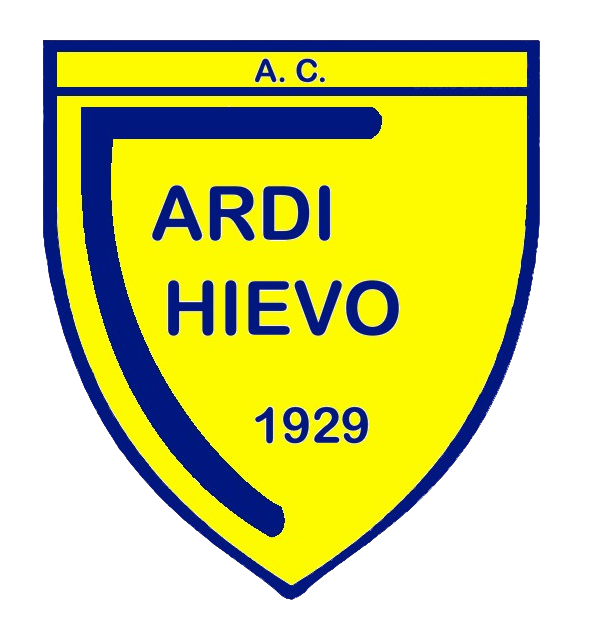
Cardi Chievo (1959-1975)
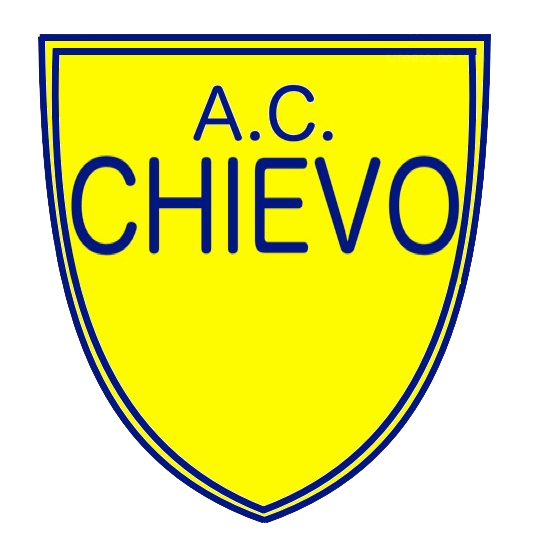
A.C. Chievo (1975-1981)
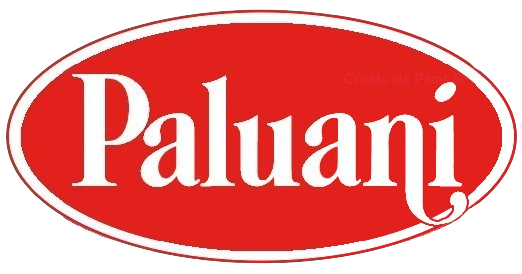
Paluani Chievo (1981-1986)
A.C. ChievoVerona (2001-2021)
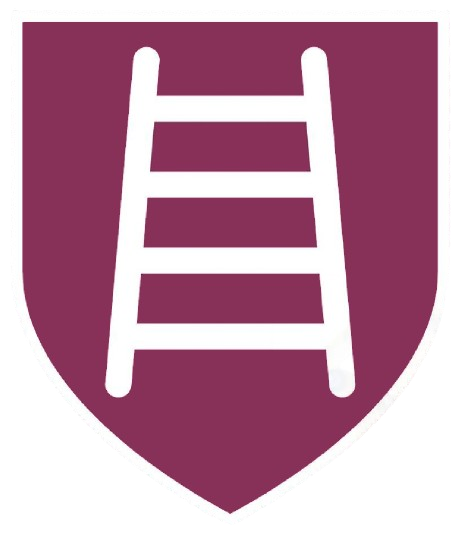
Logo alternativo (2001-2021)
A.C. ChievoVerona (2024-)

#### Inno
L'inno ufficiale del Chievo si intitola Vola con noi ed è stato realizzato dai Sonohra nel settembre 2013. In precedenza, dal 2001 al 2013 era stato ChievoVerona, un mondo in giallo e blu, scritto e interpretato da Ivana Spagna.

## Strutture

### Stadio

Lo stadio Marcantonio Bentegodi, impianto casalingo del club dal 1986 al 2021

Sul campo "Stefani" il Chievo giocò la prima partita ufficiale della sua storia l'8 novembre 1931 e vinse due Campionati Provinciali Liberi (nel 1933 e nel 1935). Nel periodo di utilizzo del campo "Cardi e Biondani" la squadra vinse il campionato di Seconda Divisione (1951) e disputò svariati tornei di Prima Divisione. Nel 1957, il Chievo cambiò ancora terreno di gioco e si spostò sul "Carlantonio Bottagisio": su questo campo di gioco, infatti, la squadra compì buona parte della scalata delle serie dilettantistiche. Prese nome dal cavalier Bottagisio, che cedette gratuitamente il terreno di sua proprietà alla parrocchia (all'ingresso del "Bottagisio", è presente la scritta "Campo sportivo parrocchiale").
Venne utilizzato per le partite interne di campionato dal 1957 al 1986; durante questo periodo numerosi furono gli interventi di manutenzione. Il campo ospitò partite e allenamenti di una parte delle giovanili, mentre la prima squadra lo utilizza nelle partite amichevoli soltanto in occasione di particolari eventi celebrativi. Era situato in Chievo, a ridosso del fiume Adige. Nei 29 anni di utilizzo del "Bottagisio", la squadra ottenne 4 promozioni dalla Seconda Categoria alla Prima (1960, 1965 e 1969), 2 retrocessioni dalla Prima Categoria alla Seconda (1963 e 1967) e l'ammissione al campionato di Promozione (1970), infine nel 1975 ottiene la promozione in Serie D; il "Bottagisio" ospitò le gare interne dei clivensi anche nel corso degli 11 campionati di D giocati dalla squadra. Nel 1986, il Chievo conquistò la promozione in Serie C2: il campo storico non era adeguato per ospitare partite professionistiche, quindi il Chievo andò a giocare al Bentegodi. Risalirono al periodo di utilizzo dell'impianto le promozioni in Serie C1 (1989), Serie B (1994) e Serie A (2001 e 2008), oltre alle retrocessioni in serie cadetta (2007 e 2019).
Dopo essere scesa in campo per la prima partita ufficiale casalinga sul campo Comunale di Sona, nella stagione 2024-2025 la rifondata società gioca allo Stadio Aldo Olivieri di Via Sogare a Verona, che ospita circa 2900 spettatori.

### Centro di allenamento

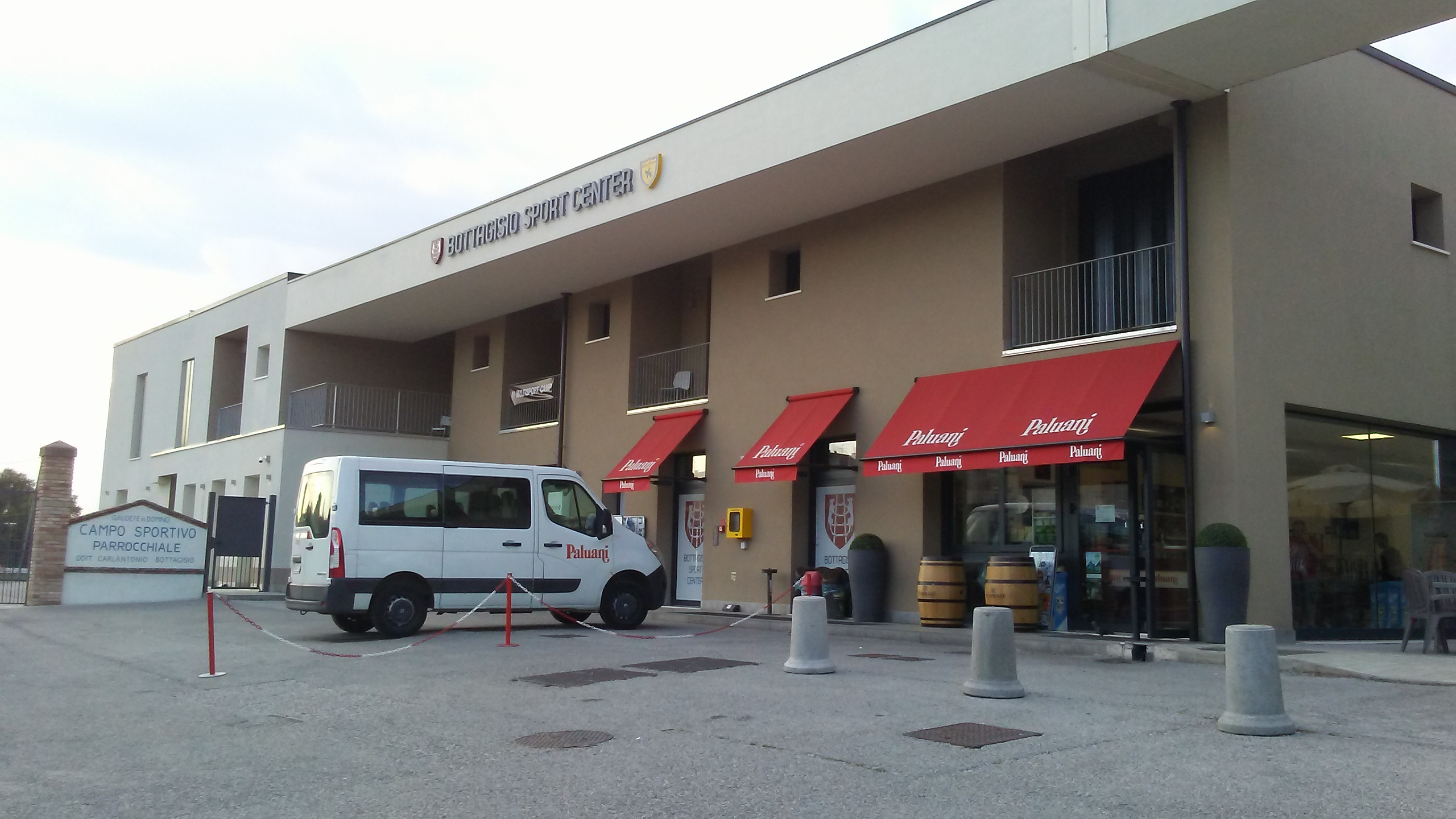
Parte del complesso del Bottagisio, sede degli allenamenti della squadra dal 2014 al 2021 e di nuovo dal 2025

La prima squadra del Chievo si allena dalla stagione 2024-2025 presso il Payanini Center di Verona. In precedenza si è allenata dal 1984 al 2021 presso il Centro Sportivo Veronello a Calmasino di Bardolino, con l'eccezione del triennio 2010-2013, durante il quale la squadra si allenò sui campi del Park Hotel Paradiso a Peschiera del Garda. Il complesso sportivo di Veronello (che in determinati momenti ha ospitato anche il Verona) è intitolato a Saverio Garonzi, già presidente del Verona e poi dirigente clivense dal 1983 al 1986, che ne aveva commissionato la costruzione. La famiglia Garonzi ne ha poi detenuto la proprietà (concedendo l'usufrutto al Chievo) fino al maggio 2022, quando, dopo un periodo di inutilizzo a seguito della crisi del sodalizio clivense, il centro è stato ceduto a terzi e riaperto come resort sportivo.
Dopo la conclusione dei lavori di ristrutturazione nel 2014, il Campo Sportivo Parrocchiale Bottagisio (situato a nord del quartiere di Chievo, lungo l'Adige e il canale Camuzzoni, presso la diga), è stato la sede e il centro d'allenamento del settore giovanile gialloblù (le cui attività sono parzialmente proseguite anche dopo l'estromissione della prima squadra dai campionati nel 2021), oltre ad aver ospitato altri sport quali scherma e canoa. La struttura, di proprietà della Chievo Verona Football & Fencing e controllata al 100% dal club clivense, è stata rilevata nel giugno 2024 dai concittadini dell'Hellas a seguito dell'asta fallimentare della società. Nel luglio 2025 le due società veronesi si accordano per l'affitto a riscatto del Bottagisio da parte del Chievo, che torna così in possesso del suo storico centro sportivo.

## Società
Nel corso degli anni, la società cambiò la propria denominazione in varie occasioni. In due periodi della sua storia (1959-1975 e 1981-1986), nella denominazione della squadra clivense comparve il nome della ditta sponsorizzatrice, mentre nel 1990, l'allora presidente Luigi Campedelli decise di cambiare in "ChievoVerona" la denominazione del club, per identificarlo maggiormente con la città di Verona. Dal 2022 al 2024, la società si è trovata in una condizione di esercizio provvisorio a seguito di fallimento, sotto la guida di due curatori; nel maggio del 2024, la tradizione sportiva e l'attività del club sono state ripristinate, in seguito all'acquisizione del marchio da parte della Clivense, che opera in forma di società sportiva dilettantistica a responsabilità limitata.
Il Chievo, ereditando l'esperienza societaria della Clivense, costituisce il primo esempio di società di calcio italiana ad aprire un equity crowdfunding, contando oltre ottocento soci.

### Organigramma societario
Aggiornato al 24 maggio 2025.
- Pietro Laterza - Presidente
- Luigi Tavernise - Vicepresidente
- Sergio Pellissier - Presidente onorario e responsabile dell'area tecnica
- Enzo Zanin - Consigliere d'amministrazione
- Gregory Donadel - Responsabile settore giovanile

### Sponsor
Di seguito la cronologia di fornitori tecnici e sponsor del Chievo.
| Cronologia degli sponsor tecnici - 1981-1994 ... - 1994-1996 ABM - 1996-1999 Biemme - 1999-2001 Hummel - 2001-2003 Joma - 2003-2009 Lotto - 2009-2021 Givova - 2021 EYE Sport - 2024-2025 Givova - 2025- EVOL |

### Impegno nel sociale
Il Chievo era attivo fino al 2021 nel campo sociale e umanitario. In collaborazione con "ProgettoMondo Mlal", sosteneva il programma triennale "Il mestiere di crescere", il quale si prefiggeva l'obiettivo di migliorare le condizioni di vita di ragazzi e ragazze di Perù, Bolivia e Colombia mediante l'ottimizzazione di un centro sportivo multidisciplinare nella periferia di Amauta, la creazione di servizi igienici e spogliatoi in posizione adiacente al campo, la ristrutturazione di locali di ritrovo e il sostegno di corsi di studio per ragazzi e educatori.

### Settore giovanile
Il settore giovanile del Chievo prosegue, a partire dalla stagione 2024-2025, le attività della Clivense ed è composto da una squadra di Juniores Nazionali Under-19, due di Giovanissimi, una di Esordienti e una di Pulcini; il settore Academy presenta invece una squadra Under-17, una Under-15 e una di Esordienti. A causa delle difficoltà nell'individuare un centro sportivo dedicato, le attività del settore giovanile si dividono tra i campi di PescantinaSettimo, Bnc Noi e Intrepida.
Fino al 2021 il settore giovanile era invece formato da tre squadre maschili partecipanti ai campionati nazionali (Primavera, Allievi Nazionali e Giovanissimi Nazionali), due partecipanti a livello regionale (Allievi Regionali e Giovanissimi Regionali) e una a livello provinciale (Giovanissimi Provinciali), oltre a una rappresentativa di Giovanissimi Professionisti, una di Esordienti e due di Pulcini.
In ambito giovanile il Chievo vanta la vittoria di un Campionato Primavera, conquistato nel 2013-2014 alla prima finale assoluta nel torneo.

### Sezione femminile
A partire dalla stagione 2024-2025 la squadra femminile del ChievoVerona W, precedentemente attiva come ACD Raldon e Clivense Lady, rappresenta i colori biancoblu nel girone A del campionato di Eccellenza, giocando le sue partite casalinghe presso il Campo Avanzi nel quartiere di Borgo Roma (Verona).
Prima del fallimento del 2022 la compagine della Diga intraprese due distinte esperienze nei campionati nazionali femminili. In un primo momento, nell'estate 2017, dopo che la Fimauto Valpolicella aveva conquistato la promozione in Serie A, il presidente clivense Luca Campedelli ufficializzò l'affiliazione tra le due squadre, acquisendo come socio di maggioranza il 51% delle quote del Valpolicella e facendone ufficialmente il settore femminile della storica società. Dalla stagione 2018-2019 la rappresentativa assunse la denominazione di ChievoVerona Valpo, ma al termine della stessa, nonostante la salvezza ottenuta sul campo, il rapporto di collaborazione s'interruppe e il Valpolicella rinunciò all'iscrizione ai campionati per la stagione 2019-2020. A partire dal 2019 la sezione femminile clivense venne ricomposta grazie a un accordo con la Fortitudo Mozzecane, già attiva in Serie B, che adottò la denominazione ChievoVerona Women FM. La partnership proseguì tuttavia solamente per due stagioni e si concluse nel 2021 in concomitanza con l'estromissione della formazione maschile dai campionati nazionali. Tale società femminile è rimasta attiva con il nome "ChievoVerona", ma con una nuova identità grafica e guidata da una dirigenza slegata dalla società di calcio maschile di Sergio Pellissier, disputando il campionato cadetto fino al termine della stagione 2024-2025 e, dopo la cessione del titolo sportivo al Como 1907, con le soli sezioni giovanili.

## Diffusione nella cultura di massa
Il Chievo, pur non essendo una delle storiche "provinciali" della penisola, è presente in alcune opere della cultura italiana.
In ambito musicale, troviamo citazioni del club da parte degli Articolo 31, nella canzone Soldisoldisoldi contenuta nell'album Domani smetto (2002), e da parte di Tha Supreme nella canzone Warzonata Freestyle (2021).
Nel mondo cinematografico, il Chievo fa da sfondo a un episodio del film Buona giornata (2012), diretto da Carlo Vanzina.
Sul versante fumettistico, alla squadra clivense è stata dedicata la terza di copertina di Topolino Gol dell'aprile 2014, con protagonisti i personaggi Disney di Clarabella e Paperoga bardati dai colori e simboli gialloblù.

## Allenatori e presidenti
Di seguito l'elenco di allenatori e presidenti del Chievo dall'anno di fondazione al 2024.
- 1931-1932  Nestore Carli
- 1932-1933  Guido Busani
- 1933-1934  Severino Dal Pozzo
- 1934-1936  Alvise Laurini
- 1948-1949  Mario Brazzoli
- 1949-1950  Umberto Rognini
- 1950-1954  Lelio Cavalleri
- 1954-1955  Giuseppe Fraccaroli
- 1955-1957  Lelio Cavalleri
- 1957-1958  Guglielmo Dal Negro
- 1958-1959  Guglielmo Dal Negro (1ª-?ª)
 Carlo Dal Negro (?ª-?ª)
- 1959-1960  Carlo Dal Negro
- 1960-1961  Carlo Dal Negro (1ª-?ª)
 Luigi Turrini (?ª-26ª)
- 1961-1962  Lelio Cavalleri
- 1962-1963  Carlo Bonaconsa (1ª-?ª)
 Lelio Cavalleri (?ª-30ª)
- 1963-1964  Lelio Cavalleri
- 1964-1967  Francesco Broggiato
- 1967-1968  Bruno Vantini
- 1968-1969  Lino Ottolini
- 1969-1970  Francesco Broggiato
- 1970-1971  Francesco Broggiato e  Lino Ottolini
- 1971-1972  Lorenzo Ferrante e  Lino Ottolini (1ª-?ª)
 Francesco Broggiato (?ª-30ª)
- 1972-1973  Gastone Roverato
- 1973-1974  Gastone Roverato (1ª-?ª)
 Nicola Ciccolo (?ª-30ª)
- 1974-1978  Nicola Ciccolo
- 1978-1979  Carlo De Angelis
- 1979-1980  Carlo De Angelis (1ª-?ª)
 Angelo Barbi (?ª-?ª)
 Carlo De Angelis (?ª-34ª)
- 1980-1984  Dario Baruffi
- 1984-1985  Emilio Zanotti
- 1985-1987  Carlo De Angelis
- 1987-1988  Pierluigi Busatta
- 1988-1991  Gianni Bui
- 1991-1993  Carlo De Angelis
- 1993-1997  Alberto Malesani
- 1997-1998  Silvio Baldini
- 1998-1999  Domenico Caso (1ª-14ª)
 Lorenzo Balestro (15ª-17ª)
 Lorenzo Balestro e  Luciano Miani (18ª-38ª)
- 1999-2000  Lorenzo Balestro e  Luciano Miani
- 2000-2004  Luigi Delneri
- 2004-2005  Mario Beretta (1ª-35ª)
 Maurizio D'Angelo (36ª-38ª)
- 2005-2006  Giuseppe Pillon
- 2006-2007  Giuseppe Pillon (1ª-6ª)
 Luigi Delneri (7ª-38ª)
- 2007-2008  Giuseppe Iachini
- 2008-2009  Giuseppe Iachini (1ª-10ª)
 Domenico Di Carlo (11ª-38ª)
- 2009-2010  Domenico Di Carlo
- 2010-2011  Stefano Pioli
- 2011-2012  Domenico Di Carlo
- 2012-2013  Domenico Di Carlo (1ª-6ª)
 Eugenio Corini (7ª-38ª)
- 2013-2014  Giuseppe Sannino (1ª-12ª)
 Eugenio Corini (13ª-38ª)
- 2014-2015  Eugenio Corini (1ª-7ª)
 Rolando Maran (8ª-38ª)
- 2015-2017  Rolando Maran
- 2017-2018  Rolando Maran (1ª-35ª)
 Lorenzo D'Anna (36ª-38ª)
- 2018-2019  Lorenzo D'Anna (1ª-8ª)
 Gian Piero Ventura (9ª-12ª)
 Domenico Di Carlo (13ª-38ª)
- 2019-2020  Michele Marcolini (1ª-26ª)
 Alfredo Aglietti (27ª-38ª e play-off)
- 2020-2021  Alfredo Aglietti
- 2021  Marco Zaffaroni[67]
- 2024-2025  Alessandro Pontarollo (1ª-7ª)
 Riccardo Allegretti (8ª-38ª)
- 2025-2026  Fabrizio Cacciatore

- 1931-1936  Antonio Recchia
- 1948-1952  Alessandro Recchia
- 1952-1953  Giulio Compri
- 1953-1955  Lodovico Iorio
- 1955-1956  Guglielmo Bianconi
- 1956-1957  Mario Vantini
- 1957-1958  Domenico Zivelonghi
- 1958-1959  Arturo Spada
- 1959-1961  Luigi Vantini
- 1961-1962  Arturo Spada
- 1962-1964  Luigi Vantini
- 1964-1965  Luigi Campedelli
- 1965-1969  Umberto Bottacini
- 1969-1975  Lodovico Iorio
- 1975-1976  Giuseppe Montresor
- 1976-1980  Giuseppe Campedelli
- 1980-1981  Franco Bottacini
- 1981-1986  Fernando Righetti
- 1986-1990  Bruno Garonzi
- 1990-1992  Luigi Campedelli
- 1992-2022  Luca Campedelli
- 2024-2025  Sergio Pellissier
- 2025-  Pietro Laterza

## Calciatori

### Capitani
- ... (1929-1986)
- Rolando Maran (1986-1995)
- Maurizio D'Angelo (1995-2003)
- Lorenzo D'Anna (2003-2007)
- Sergio Pellissier (2007-2019)
- Boštjan Cesar (2019-2020)
- Emanuele Giaccherini (2020-2021)
- Andrea Dall'Ara (2024-)

### Contributo alle nazionali

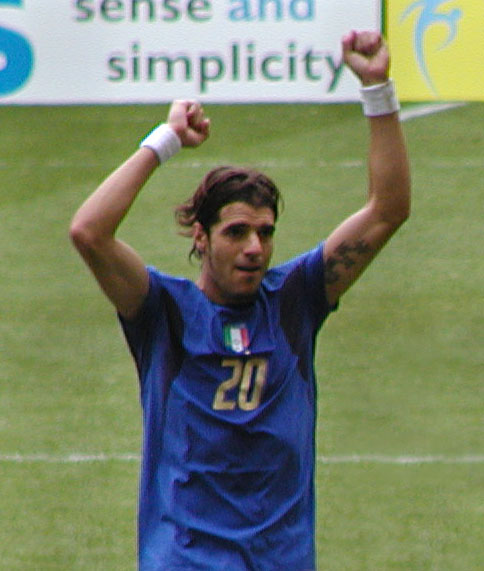
Simone Perrotta

Il giocatore del Chievo con il maggior numero di presenze nella nazionale di calcio dell'Italia fu Simone Perrotta, il quale, durante la militanza in gialloblù, ottenne 19 presenze e segnò un gol con gli "Azzurri". Al secondo posto troviamo l'ex difensore Nicola Legrottaglie con 5 presenze e una rete con l'Italia a cui seguono Massimo Marazzina con 3 presenze, Franco Semioli con 2, Sergio Pellissier con una presenza e un gol e Roberto Baronio con una presenza.

### Maglie ritirate
- 30: ritirata in onore dell'attaccante Jason Mayélé.[74]
- 31: ritirata in onore dell'attaccante Sergio Pellissier.[75]

## Palmarès

### Competizioni nazionali
- Serie B: 1

2007-2008

### Competizioni interregionali
- Serie C1: 1

1993-1994 (girone A)
- Serie C2: 1

1988-1989 (girone B)

### Competizioni regionali
- Eccellenza: 1

2022-2023 (girone A)
- Promozione: 1

1974-1975 (girone A)
- Seconda Categoria: 4

1959-1960 (girone A), 1964-1965 (girone A), 1967-1968 (girone A), 1968-1969 (girone A)
- Seconda Divisione: 1

1950-1951 (girone A)
- Seconda Categoria Veronese Sezione Propaganda FIGC: 2

1934-1935 (girone unico), 1935-1936 (girone unico)
- Seconda Categoria Veronese Unione Libera Italiana del Calcio: 2

1932-1933 (girone A), 1934-1935 (girone unico)
- Terza Categoria Veronese: 1

2021-2022 (girone B)

### Competizioni giovanili
- Campionato Primavera: 1

2013-2014
- Torneo Internazionale Maggioni-Righi: 2

2003, 2011
- Torneo Città di Arco: 1

2003
- Gallini World Cup: 1

2018

### Altri piazzamenti
- Serie B:

Terzo posto: 2000-2001
- Coppa Italia Serie C:

Semifinalista: 1989-1990
- Campionato Interregionale:

Secondo posto: 1985-1986 (girone C)
- Prima Divisione:

Terzo posto: 1958-1959 (girone A)
- Seconda Divisione:

Terzo posto: 1948-1949 (girone B)
- Seconda Categoria Veronese Unione Libera Italiana del Calcio

Terzo posto: 1931-1932 (girone A), 1933-1934 (girone A)

## Statistiche e record

### Partecipazione ai campionati nazionali
| Livello | Categoria                 | Partecipazioni | Debutto   | Ultima stagione | Totale |
| ------- | ------------------------- | -------------- | --------- | --------------- | ------ |
| 1º      | Serie A                   | 17             | 2001-2002 | 2018-2019       | 17     |
| 2º      | Serie B                   | 10             | 1994-1995 | 2020-2021       | 10     |
| 3º      | Serie C1                  | 5              | 1989-1990 | 1993-1994       | 5      |
| 4º      | Serie D                   | 5              | 1975-1976 | 2025-2026       | 8      |
| 4º      | Serie C2                  | 3              | 1986-1987 | 1988-1989       | 8      |
| 5º      | Serie D                   | 3              | 1978-1979 | 1980-1981       | 8      |
| 5º      | Campionato Interregionale | 5              | 1981-1982 | 1985-1986       | 8      |

### Partecipazione ai campionati regionali
| Livello | Categoria         | Partecipazioni | Debutto   | Ultima stagione | Totale |
| ------- | ----------------- | -------------- | --------- | --------------- | ------ |
| 1º      | Prima Divisione   | 1              | 1951-1952 | 1951-1952       | 11     |
| 1º      | Prima Categoria   | 5              | 1960-1961 | 1966-1967       | 11     |
| 1º      | Promozione        | 5              | 1970-1971 | 1974-1975       | 11     |
| 2º      | Seconda Divisione | 3              | 1948-1949 | 1950-1951       | 15     |
| 2º      | Prima Divisione   | 7              | 1952-1953 | 1958-1959       | 15     |
| 2º      | Seconda Categoria | 4              | 1959-1960 | 1967-1968       | 15     |
| 2º      | Prima Categoria   | 1              | 1969-1970 | 1969-1970       | 15     |
| 3º      | Seconda Categoria | 1              | 1968-1969 | 1968-1969       | 1      |

### Partecipazione alle competizioni UEFA
| Competizione UEFA               | Partecipazioni | Debutto   | Ultima stagione | Totale |
| ------------------------------- | -------------- | --------- | --------------- | ------ |
| UEFA Champions League           | 1              | 2006-2007 | 2006-2007       | 3      |
| Coppa UEFA / UEFA Europa League | 2              | 2002-2003 | 2006-2007       | 3      |

### Statistiche di squadra
Il club ha partecipato a 46 campionati nazionali, di cui 17 in Serie A, 10 in Serie B, 5 in Serie C1, 6 campionati di quarto livello e 8 di quinto. Il Chievo era l'unico club proveniente dalle categorie regionali minori ad aver scalato l'intera piramide calcistica nazionale fino a giungere in A: conquistata la promozione in Serie C2 nel 1986, la società conobbe una rapida ascesa, approdando dapprima nel 1989 in C1, e poi nel 1994 in B. Grazie alla storica promozione in Serie A, nel 2001 era al centro di una grande attenzione mediatica e diventò conosciuto al grande pubblico e presa a modello. Nel 2002 debuttò anche nel calcio europeo, disputando la Coppa UEFA, mentre nel 2006 prese parte ai preliminari della UEFA Champions League.

### Statistiche individuali

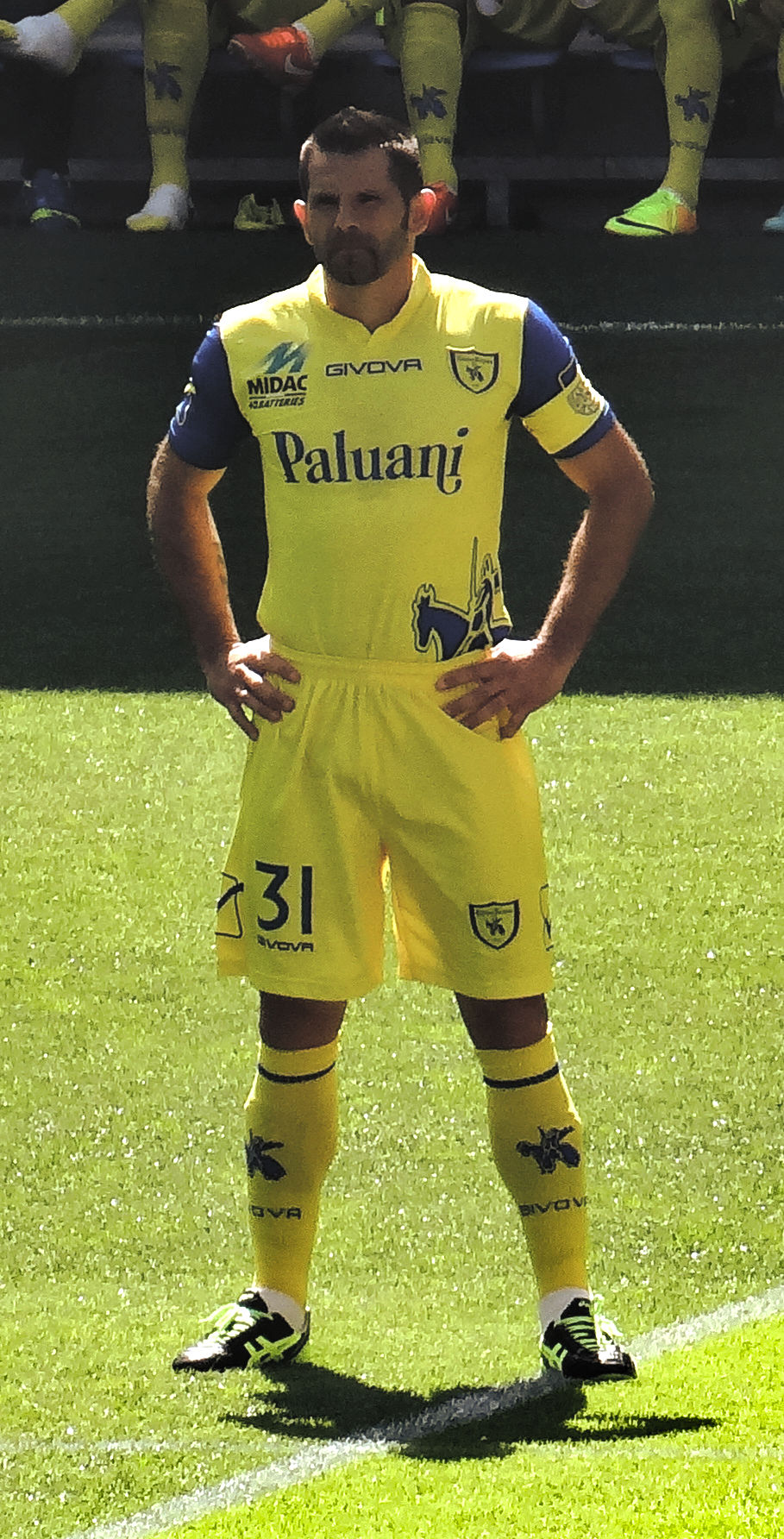
Sergio Pellissier

Il recordman di presenze in maglia clivense è l'attaccante Sergio Pellissier, che dal 2000 al 2019 superò le 500 partite nei campionati professionistici. Tra i marcatori, il primato è appannaggio di Bruno Vantini, che tra il 1952 e il 1971 mise a segno 159 reti coi "Mussi"; in ambito professionistico, svetta invece ancora Pellissier, sopra quota 100 gol. Per quanto concerne infine i capocannonieri clivensi di un singolo campionato di Serie A, il record è in coabitazione tra Massimo Marazzina (2001-02), il già citato Sergio Pellissier (2005-06 e 2008-09) e Alberto Paloschi (2013-14), tutti capaci di raggiungere le 13 marcature in stagione.
Di seguito i record presenze e marcature dei giocatori del Chievo nei campionati dilettantistici e professionistici, nonché nelle coppe nazionali ad oggi:
| Record di presenze - 517 Sergio Pellissier (2002-2019) - 377 Lorenzo D'Anna (1994-2007) - 376 Maurizio D'Angelo (1988-1989, 1991-2004) - 340 Salvatore Lanna (1996-2007) - 332 Rolando Maran (1986-1995) - 316 Luciano (2000-2003, 2004-2013) - 276 Ivan Moretto (1988-2000) - 275 Valter Curti (1987-1995) - 274 Enzo Zanin (1985-1995) - 271 Stefano Sorrentino (2008-2013, 2016-2019) - 260 Federico Cossato (1997-2008) - 249 Fabio Moro (2000-2010) 249 Përparim Hetemaj (2011-2019) - 247 Bostjan Cesar (2010-2020) - 236 Nicolas Frey (2008-2018, 2018-2020) - 227 Daniele Franceschini (1998-2004, 2004-2006) | Record di reti - 159 Bruno Vantini (1952-1971) - 139 Sergio Pellissier (2002-2019) - 60 Flavio Fiorio (1986-1990) - 59 Riccardo Gregorotti (1973-1976) - 55 Silvino Martinelli (1948-1955) - 49 Federico Cossato (1997-2008) - 48 Michele Cossato (1988-1990, 1991-1997) - 46 Massimo Marazzina (1996-2000, 2001-2003) - 45 Alberto Paloschi (2011-2016) - 41 Riccardo Gori (1990-1995) - 41 A. Circa (19??-??) - 39 Giuseppe Folli (1987-1990) - 37 Raffaele Cerbone (1996-1999, 2000-2001) - 34 Alberto Vanoni (1976-1985) - 33 Giovanni Sartori (1984-1989) - 31 Eugenio Corini (1998-2003) |

## Tifoseria

### Storia

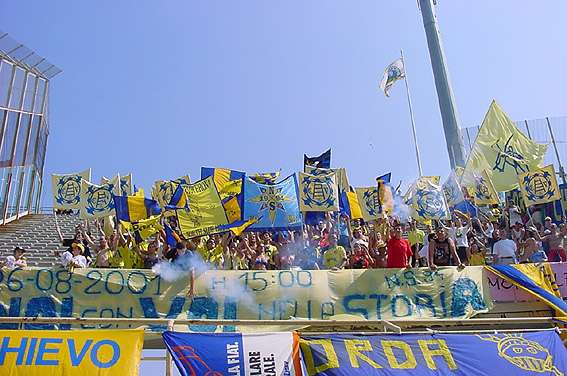
I tifosi clivensi in trasferta all'Artemio Franchi di Firenze il 26 agosto 2001, per l'esordio del Chievo in Serie A

Il principale gruppo della tifoseria clivense è il North Side; il nome, letteralmente tradotto, è "settore Nord", adottato per distinguersi dall'opposta fazione cittadina, quella del Verona. Il gruppo nacque nel 1994 in seguito alla promozione in Serie B della squadra clivense, esponendo il primo striscione il 6 novembre a Cesena. Il simbolo inizialmente scelto era la rosa dei venti, abbandonata in seguito a favore di Marvin il Marziano, personaggio dei cartoni animati Looney Tunes, adottato poiché il Chievo e la sua tifoseria venivano definiti dei "marziani" nel panorama del calcio professionistico italiano. Benché avessero sempre occupato la Curva Nord, i tifosi ne ottennero la proprietà definitiva solo nella stagione 2015-16, dopo una piccola "lotta" durata diversi anni per ottenere la curva che, per motivi organizzativi, il comune non concedeva loro.
La maggior parte della tifoseria clivense rifugge dalla mentalità ultras tipica delle altre curve italiane, preferendo identificarsi come semplici «sostenitori» della loro squadra. Unica eccezione i Gate 7, gruppo nato nel 2013 da una scissione in seno ai North Side e caratterizzati, in antitesi rispetto al resto della curva gialloblù, da una spiccata mentalità ultras; tra i loro cardini vi era inoltre il desiderio di tornare ai vecchi colori originari del club, il bianco e l'azzurro. Gruppi ormai sciolti della curva sono gli Ultras Chievo (anch'essi desiderosi di tornare al biancazzurro come colori casalinghi) e i Cani Sciolti, mentre nel 2010 in curva si formò un nuovo gruppo, quello dei The Followers.
Dopo l'esclusione del Chievo dai campionati professionistici, dal 2021 una buona parte dei North Side ha seguito la Clivense, società fondata dall'ex gialloblù Sergio Pellissier e che ha de facto coperto il vuoto sportivo venutosi a creare. Il Gate 7 invece si rifiutò di seguire la nuova società e si autosciolse il 19 luglio 2024, due mesi dopo l'acquisizione all'asta del marchio del Chievo da parte della Clivense S.M.

### Gemellaggi e rivalità

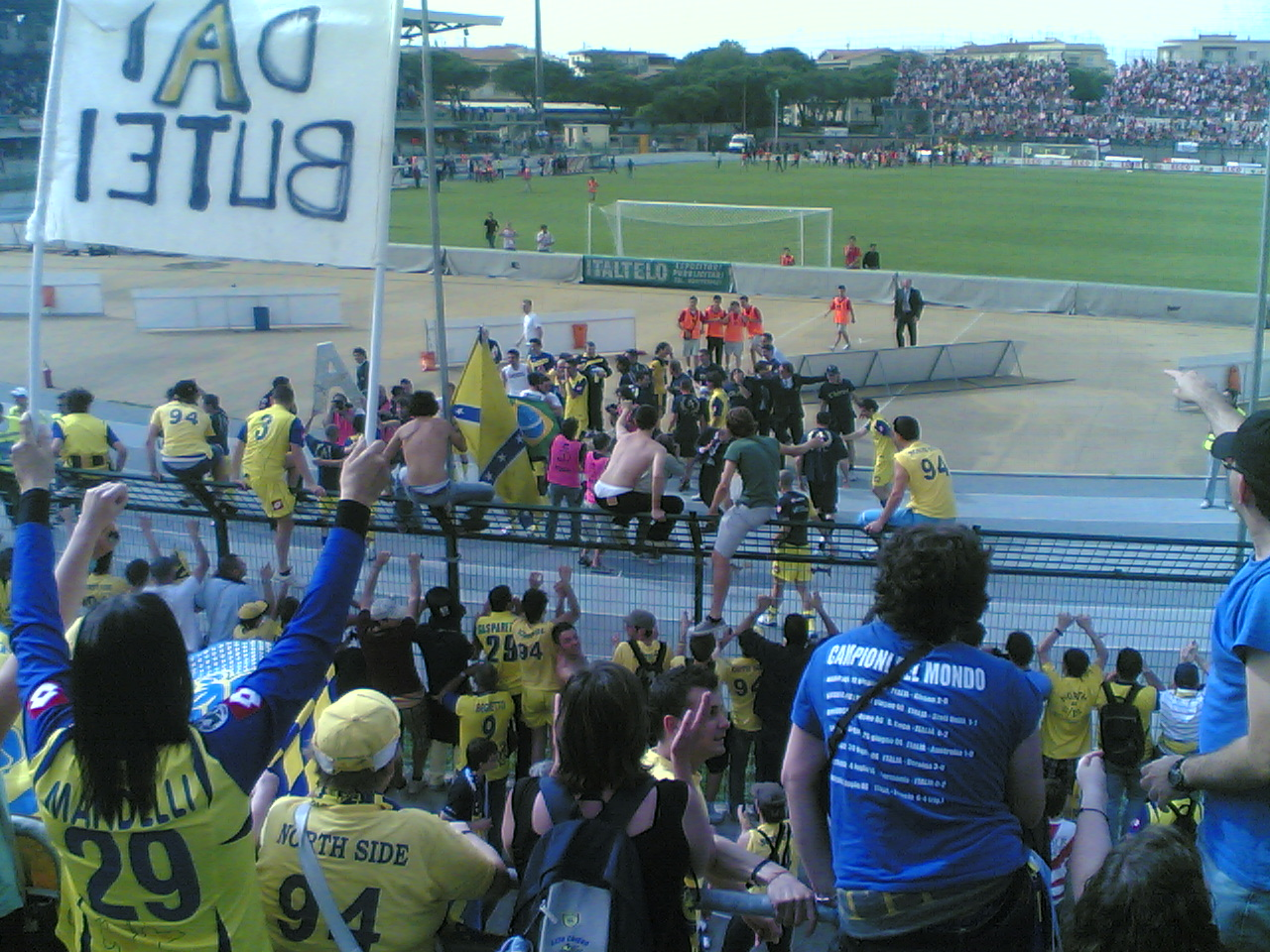
Tifosi e giocatori del Chievo festeggiano il ritorno della squadra in Serie A nel 2008

Esiste una forte amicizia con i sostenitori dell'AlbinoLeffe, mentre nel 2013-14 è nato un gemellaggio con i tifosi del Sassuolo; inoltre nel 2001 era nato un rapporto di amicizia con i tifosi del Monza, poi andato a scemare.
L'unica, storica rivalità dei tifosi clivensi è quella cittadina coi sostenitori del Verona. Fino al 2001, fra Chievo e Hellas non esisteva un reale rapporto competitivo: i più blasonati scaligeri erano il baluardo attorno al quale era ruotato per quasi tutto il XX secolo il calcio veronese, mentre i "Mussi" venivano inizialmente visti come una piccola squadra di quartiere che per decenni si era barcamenata nelle serie inferiori, giocando stabilmente nelle categorie nazionali soltanto dal 1975. La prima promozione in Serie B del Chievo arrivò solamente nel 1994, così tra le tifoserie clivensi e scaligere non vi era di fatto mai potuta essere una vera rivalità sportiva; a riprova di ciò, proprio nel 1994, in occasione della decisiva trasferta di Carrara per l'approdo della "squadra della diga" in cadetteria, centinaia di supporter dell'Hellas si aggregarono a quelli del Chievo per sostenere congiuntamente la piccola realtà di borgata.
L'arrivo in Serie A del Chievo nel 2001-02 iniziò però a cambiare le cose: permetteva innanzitutto alla città veneta di diventare la quinta (dopo Milano, Roma, Torino e Genova) a poter vantare un derby nella massima serie italiana – chiamato "derby della Scala" o "derby dell'Arena" –, e inoltre metteva per la prima volta realmente sullo stesso piano le due società; la prima stracittadina in massima serie si disputò il 18 novembre 2001. Nonostante i mutati equilibri di forza tra le due formazioni veronesi, vi era ancora un clima di armonia e rispetto tra le reciproche curve. Il vero punto di svolta nella successiva rivalità si verificò in occasione del derby di ritorno, giocato formalmente in casa dai "Mussi" e vinto da questi 2-1.

L'"OND Chievo" del 1932-33, con divisa biancazzurra e stemma della Scala sul petto

Nel decennio seguente, complice la buona gestione societaria Campedelli-Sartori sulla sponda clivense e quella tribolata Pastorello-Cannella su quella scaligera, il "Céo" rimase una presenza fissa nella massima serie italiana, mentre il Verona iniziò un lento declino. Dopo la retrocessione dell'Hellas in Serie C nel 2007, si iniziò perfino a parlare seriamente di una fusione tra le due formazioni, con la tifoseria numericamente ed economicamente molto più fruttuosa dei veronesi. A opporsi al progetto furono i tifosi di entrambe le squadre e l'allora presidente del Verona Martinelli.
La "guerra dei simboli" scoppiata nell'estate del 2010, riportò in auge la discussione tra le opposte fazioni sportive riguardante i colori e gli stemmi societari impiegati dal Chievo. I "Butei" rimproverarono ai "Mussi", tra le altre cose, l'uso degli stessi colori sociali (il giallo e il blu delle insegne comunali, quando le tinte originali del Chievo erano il bianco e l'azzurro). In questo contesto, alla vigilia della stagione 2010-11, il Chievo, durante la sua campagna abbonamenti, tra i vari simboli promozionali utilizzava un cavaliere con un drappo su cui era rappresentato lo stemma della dinastia scaligera, la Scala: questo creava una nuova protesta dei sostenitori dell'Hellas, i quali identificarono il simbolo come proprio dagli anni 1970 e vedevano quindi il tutto come un tentativo del Chievo di prendere idealmente il posto e l'identità del Verona nell'immaginario collettivo, emulandone i simboli e i colori. Il presidente clivense Campedelli replicò sostenendo che l'antica Scala era da intendere come rappresentante di tutta la provincia di Verona, dimostrando come il Chievo sfoggiava la Scala sulle proprie maglie da gioco fin dagli anni 1930.
Sul finire degli anni 2010 è inoltre sorta un'inimicizia con il Crotone, nata dapprima tra le tifoserie durante la corsa-salvezza del campionato di Serie A 2017-2018, avversa ai calabresi, e poi acuitasi nei mesi seguenti, dopo il coinvolgimento clivense in un processo di giustizia sportiva, con pesanti schermaglie tra le due dirigenze.

## Staff tecnico
- Fabrizio Cacciatore - Allenatore
- Thomas Poletti - Vice allenatore
- Federico Campi - Preparatore ateletico
- Alessandro Madinelli - Vice-preparatore ateletico
- Remo Ceccon - Collaboratore tecnico
- Stefano Bottani - Collaboratore tecnico
- Andrea Perolo - Preparatore portieri
- Luca Valentini - Match analyst
- Barbara Calcinoni - Massofisioterapista
- Livio Venturelli - Massaggiatore
- Ivan Murelli - Team Manager